# Monte Hor

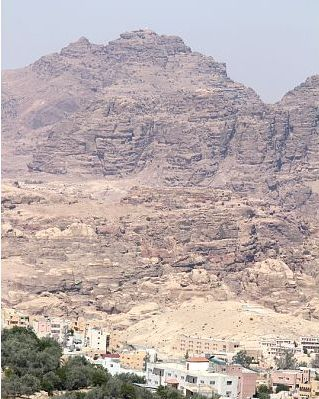
Monte Hor

O Monte Hor (em hebraico: הֹר הָהָר, Hor Ha Har) é o nome dado no Antigo Testamento a duas montanhas distintas. Uma delas está na terra de Edom, no leste da costa do Mar Morto (na atual Jordânia), o outro perto do Mar Mediterrâneo, na fronteira norte da terra de Israel.

## Monte Hor, em Edom
Este monte Hor se encontra nos limites da terra de Edom. (Números 33:37). É o lugar onde Aarão faleceu. Segundo o historiador Josefo, o monte Hor era um dos montes altos que rodeavam a cidade edomita de Petra. A tradição o relaciona com Jebel Harun (que significa “Monte do Profeta Aarão em árabe”), uma montanha de duplo pico 4.780 pés acima do nível do mar (6.072 pés acima do mar Morto) nas montanhas de Edom, no lado leste do vale Arabá, na Jordânia. No topo há um santuário, onde se acredita que está a tumba de Aarão.

## Monte Hor, na fronteira norte
Outro monte Hor é mencionado em Números 34:7,8, definindo o limite norte da terra de Israel é tradicionalmente identificado como o Montanhas Nur também conhecido como Amanus.